# Sojuz 30

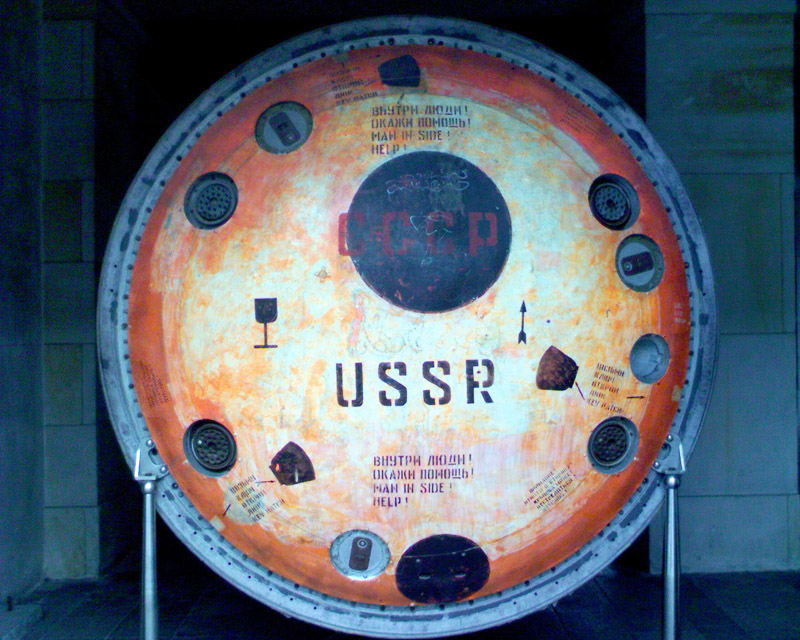
Kopuła lądownika Sojuza 30

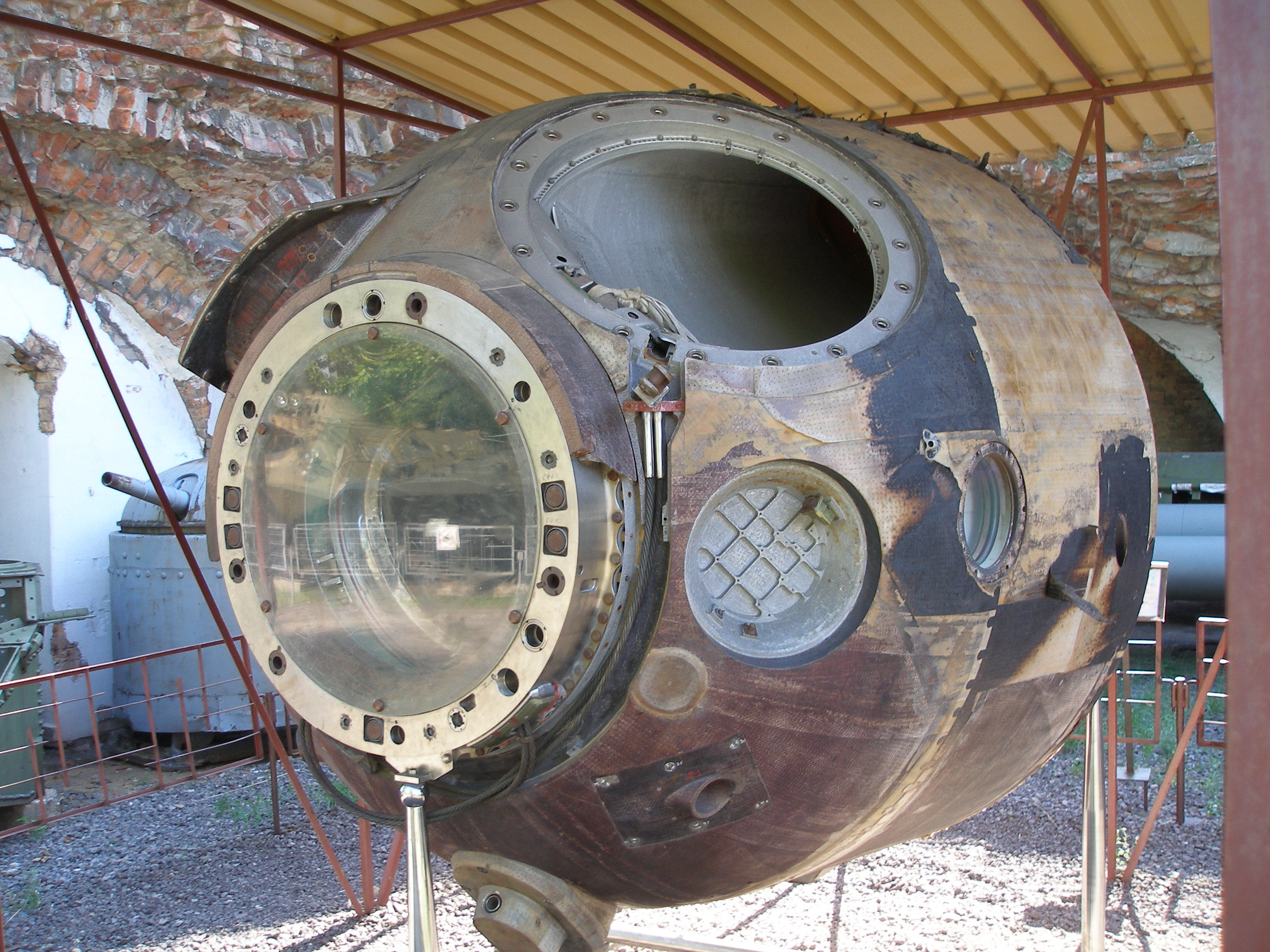
Kapsuła lądownika Sojuz 30 znajdująca się w Muzeum Polskiej Techniki Wojskowej w Warszawie

Sojuz 30 (ros. Союз-30) – piąty udany załogowy lot kosmiczny pojazdu Sojuz na stację kosmiczną Salut 6. Był to drugi lot kosmiczny zorganizowany w ramach międzynarodowego programu badań kosmicznych Interkosmos i pierwszy z udziałem polskiego kosmonauty. Lot Sojuza 30 miał miejsce w dniach 27 czerwca–5 lipca 1978.

## Załoga

### Start
- Piotr Klimuk (3) – ZSRR
- Mirosław Hermaszewski (1) – Polska

### Rezerwowa
- Walerij Kubasow (3) – ZSRR
- Zenon Jankowski (1) – Polska

### Lądowanie
- Piotr Klimuk (3) – ZSRR
- Mirosław Hermaszewski (1) – Polska

## Przebieg lotu
Start nastąpił 27 czerwca 1978 o godzinie 17:27:21 czasu warszawskiego z kosmodromu Bajkonur w Kazachstanie. Lotem dowodził pułkownik Piotr Klimuk, a major Mirosław Hermaszewski leciał jako kosmonauta badacz. Sojuz 30 był trzydziestym szóstym radzieckim załogowym statkiem kosmicznym. Początkowe parametry orbity miały wartość: apogeum 246 km, perygeum 199 km, nachylenie płaszczyzny orbity 51°66′, a czas trwania jednego okrążenia 89 minut. Kosmonauci zabrali między innymi polską flagę i godło państwowe oraz szereg pamiątek. W czasie trzech pierwszych okrążeń Ziemi załoga przeprowadziła kontrolę stanu urządzeń, sprawdzono szczelność, po czym kosmonauci zdjęli skafandry. Podczas czwartego i piątego okrążenia zwiększono wysokość lotu i Sojuz zaczął doganiać bazę Salut 6. Po szóstym okrążeniu załoga ułożyła się do snu, który trwał do dwunastego okrążenia. Potem rozpoczęto przygotowania do manewru zbliżania i połączenia z kompleksem Salut 6 – Salut 6 EO-2. W czasie siedemnastego okrążenia kosmonauci znaleźli się w bezpośrednim sąsiedztwie bazy. Przycumowanie statku nastąpiło o godzinie 19:08:47 czasu warszawskiego w trakcie osiemnastego okrążenia. 28 czerwca 1978 o godzinie 22:11 został otwarty luk między statkami. Sojuz 30 przycumował do stacji Salut 6 i pozostawał z nią na orbicie do 5 lipca 1978.
Po oddzieleniu od stacji kosmicznej Salut 6, Sojuz 30 został wykorzystany jako kapsuła powrotna dla kosmonautów Piotra Klimuka i Mirosława Hermaszewskiego.
Lądownik Sojuza 30 wylądował na Ziemi o godzinie 15:30:20 czasu warszawskiego. Miejscem lądowania był step 300 km na zachód od Celinogradu (obecnie Astana).

## Misja Salut 6 EP-3
Misja Salut 6 EP-3 o kryptonimie „Kaukaz” była wspólnym przedsięwzięciem polsko-radzieckim. Odbywała się równolegle z misją radziecką Salut 6 EO-2.
Podczas wspólnego lotu obie załogi przeprowadziły szereg eksperymentów biologicznych, obserwacji Ziemi i badań zorzy polarnej. Badania te podzielone były na trzy grupy:

I. Badania zaplanowane i przygotowane wyłącznie przez polskich specjalistów.

II. Badania zaplanowane i przygotowane przez specjalistów polskich wspólnie ze specjalistami krajów współuczestniczących w programie Interkosmos.

III. Badania zaplanowane i przygotowane przez specjalistów z krajów współuczestniczących w Interkosmosie, ale bez udziału polskich specjalistów.

Do pierwszej grupy należało pięć eksperymentów:
1. Eksperyment o nazwie „Syrena”, polegający na badaniu procesu narastania kryształów HgCdTe w warunkach braku ciążenia.
2. Eksperyment o nazwie „Smak”, polegający na badaniu odczuć smakowych w warunkach nieważkości.
3. Eksperyment o nazwie „Relaks” polegający na badaniu efektywności różnego rodzaju rozrywek w warunkach lotu kosmicznego.
4. Eksperyment o nazwie „Kardiolider”, polegający na badaniu funkcjonowania serca w czasie pracy kosmonauty na statku kosmicznym.
5. Eksperyment o nazwie „Zdrowie”, polegający na określeniu za pomocą aparatury „Fizjotest” wydolności fizycznej kosmonauty bezpośrednio przed startem i po wylądowaniu.

Pierwszy eksperyment zrealizowany został pod kierunkiem Instytutu Fizyki PAN, zaś cztery pozostałe pod kierunkiem Wojskowego Instytutu Medycyny Lotniczej.

Do drugiej grupy badań należały cztery eksperymenty:
1. Eksperyment o nazwie „Test”, polegający na badaniu aspektów psychologicznych adaptacji załogi do warunków lotu kosmicznego.
2. Eksperyment o nazwie „Ciepło”, polegający na badaniu procesu wymiany ciepła organizmu z otoczeniem w warunkach braku ciążenia.
3. Eksperyment o nazwie „Ziemia”, polegający na fotografowaniu powierzchni Ziemi (lądów i wód) w celu badania jej zasobów.
4. Eksperyment o nazwie „Zorza”, polegający na obserwacji z Saluta zórz polarnych.

Dwa pierwsze eksperymenty kierowane były przez W.I.M.L. w Warszawie, trzeci – przez warszawski Instytut Geodezji i Kartografii oraz Centrum Badań Kosmicznych PAN, a ostatni – przez Centrum Badań Kosmicznych PAN.

Do trzeciej grupy należały dwa eksperymenty:
1. Eksperyment o nazwie „Czajka”, polegający na badaniu neutralizacji wpływu braku ciążenia na układ krwionośny przez zastosowanie specjalnego kombinezonu, przygotowanego przez specjalistów radzieckich.
2. Eksperyment o nazwie „Tlen”, polegający na badaniu przemian tlenu w organizmie w warunkach lotu kosmicznego.

## Pamiątki lotu Sojuz 30
W Muzeum Polskiej Techniki Wojskowej w Warszawie przechowywany jest skafander kosmiczny typu Sokoł Mirosława Hermaszewskiego. Eksponowany jest tam również lądownik Sojuza 30, stanowiący własność Centrum Badań Kosmicznych PAN.